# Prélude (album de Georges Moustaki)
Pour les articles homonymes, voir Prélude (homonymie).
Albums de Georges Moustaki
Les amis de Georges
(1975) Espérance (Nos enfants)
(1977)
Prélude est un album de Georges Moustaki sorti en 1976.

## Liste des pistes
| 1. | Prélude (instrumental) |                  | Georges Moustaki | Studios CTS Londres     | 57 s       |
| 2. | Alexandrie             | Georges Moustaki | Georges Moustaki | Studios CTS Londres     | 3 min 37 s |
| 3. | Faire cette chanson    | Georges Moustaki | Astor Piazzolla  | Studios CTS Londres     | 3 min 44 s |
| 4. | Dame guitare           | Georges Moustaki | Hubert Rostaing  | Studios CTS Londres     | 3 min 18 s |
| 5. | Chanson-cri            | Georges Moustaki | Georges Moustaki | Studio des Dames, Paris | 4 min 27 s |
| 6. | La Mémoire             | Georges Moustaki | Astor Piazzolla  | Studios CTS Londres     | 4 min 36 s |
| 7. | On l’appelle folie     |                  |                  |                         |            |

| 7.  | On l’appelle folie                                   | Georges Moutaki  | Astor Piazzolla  | Studios CTS Londres               | 3 min 58 s |
| 8.  | L’Amant du soleil et de la musique                   | Georges Moustaki | Georges Moustaki | Studio des Dames, Paris           | 4 min 18 s |
| 9.  | Nous avons le temps (sur le thème de El condor pasa) | Georges Moustaki | Jorge Milchberg  | Studio Gang, Paris                | 4 min 26 s |
| 10. | Petite fable (Le nymphettomane)                      | Georges Moustaki | Georges Moustaki | Studios CTS Londres               | 4 min 12 s |
| 11. | Homme (Je te salue)                                  | Georges Moustaki | Georges Moustaki | Prise de son Christian Chevallier | 3 min 07 s |

## Crédits
- Arrangements :
  - Astor Piazzolla (Faire cette chanson ; La mémoire ; On l’appelle folie ; Nous avons le temps)
  - Hubert Rostaing (Alexandrie ; Dame Guitare ; Petite fable)
  - Jean Musy (Chanson Cri ; L’amant du soleil et de la musique)
  - Christian Chevallier (Homme)
- Bandonéon solo : Astor Piazolla (Faire cette chanson ; La mémoire ; On l’appelle folie)
- Guitare solo : Georges Moustaki (Prélude)
- Voix :
  - Georges Moustaki
  - Marta Contreras (Nous avons le temps ; Homme)
  - Les Troubadours (Homme)
- Saxo : François Janneau (Homme)
- Percussions : Michel Delaporte (Homme)